# هيرفي مورين
هيرفي مورين هو سياسي فرنسي، ولد في 17 أغسطس 1961 في Pont-Audemer ‏ في فرنسا. نشط حزبياً في الاتحاد من أجل الديمقراطية الفرنسية.

## مناصب
- انتخب  لترشحه ضمن قائمة Épaignes [الإنجليزية]‏، خلال فترته النيابية ‏ (2017 – ).
- انتخب  خلال فترته النيابية ‏.
- انتخب  عن دائرة أور وقد انضم خلال فترته النيابية ‏ (2016 – ) للكتلة البرلمانية .
- انتخب نائب فرنسي عن دائرة Eure's 3rd constituency [الإنجليزية]‏ خلال فترته النيابية (20 يونيو 2012 – 20 يوليو 2016).
- انتخب نائب فرنسي عن دائرة Eure's 3rd constituency [الإنجليزية]‏ خلال فترته النيابية [الإنجليزية]‏ (14 ديسمبر 2010 – 19 يونيو 2012).
- انتخب نائب فرنسي عن دائرة Eure's 3rd constituency [الإنجليزية]‏ خلال فترته النيابية [الإنجليزية]‏ (20 يونيو 2007 – 19 يوليو 2007).
- انتخب نائب فرنسي عن دائرة Eure's 3rd constituency [الإنجليزية]‏ خلال فترته النيابية  [لغات أخرى]‏ (19 يونيو 2002 – 19 يونيو 2007).
- انتخب عضو المجلس العام  [لغات أخرى]‏.
- انتخب Mayor of Épaignes ‏ (19 يونيو 1995 – 4 يناير 2016).
- انتخب نائب فرنسي عن دائرة Eure's 3rd constituency [الإنجليزية]‏ خلال فترته النيابية  [لغات أخرى]‏ (30 نوفمبر 1998 – 18 يونيو 2002).

## وصلات خارجية
- الموقع الرسمي
- هيرفي مورين على موقع مونزينجر (الألمانية)